# Battaglia di Verderio
La battaglia di Verderio è stato uno scontro avvenuto il 28 aprile 1799 tra la divisione Sèrurier dell'esercito francese e l'esercito austro-russo del generale Suvorov. Dopo gli scontri di Lecco e di Cassano d'Adda dei giorni precedenti, la divisione di Sérurier si era ritrovata circondata dalla forze nemiche, tentando un'ultima strenua resistenza. Terminate le munizioni, il generale francese si arrese al nemico. 

## Antefatti

### La linea difensiva dell'Adda
Dopo la sconfitta di Magnano ad opera di Kray, le forze francesi, sotto il comando di Schérer erano indietreggiate prima sulla linea del Mincio e, quando fu chiaro che i rinforzi russi erano sul punto di arrivare, si spostarono ancora più ad ovest, andando a costituire una linea difensiva lungo il fiume Adda.

Le forze francesi, di per sé già inferiori numericamente rispetto a quelle austriache (adesso ulteriormente rinvigorite dai russi), furono frazionate: dei 42000 uomini che combatterono a Magnano, circa 2000 vennero inviati a Brescia, 1300 a Peschiera e 10600 a Mantova, mentre le restanti coprirono in modo più o meno uniforme l'intera lunghezza del fiume. A nord, nei pressi di Lecco, posizionò la divisione di Sèrurier con 8000 uomini; al centro le due divisioni di Victor e di Grenier, con 8000 uomini a testa a coprire rispettivamente Lodi e Cassano d'Adda mentre a sud, con 4000 uomini, Laboissière copriva Pizzighettone.

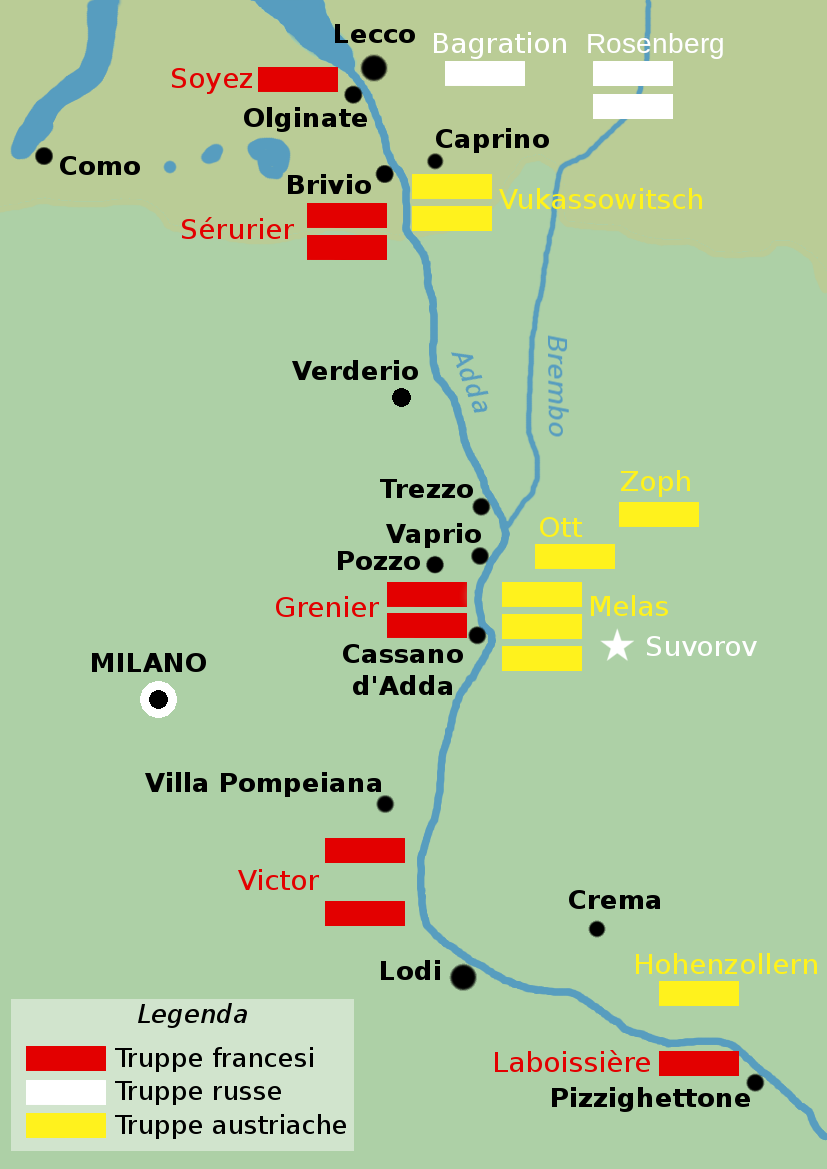
Disposizione dei due eserciti il 24 aprile

Schérer stava riciclando lo stesso errore strategico che Beaulieu aveva commesso tre anni prima nella battaglia di Borghetto: distribuire le proprie truppe su un fronte molto lungo, di fronte ad un nemico in superiorità numerica rende quasi impossibile la concentrazione di forze a difesa un singolo punto.
Le condotta di Schérer, ampiamente criticata dai suoi stessi uomini, che nel frattempo entrarono in aperta rivolta contro il loro comandante, era stata passiva e costellata di errori ed indecisioni. Le pressioni interne lo spinsero a cedere il comando dell'esercito al generale Moreau, fino a quell'istante suo secondo in comando. I soldati francesi, che nella campagna precedente erano stati agli ordini di Napoleone, furono ben lieti di avere un generale giovane ed energico.
In quelle stesse settimane, Suvorov era giunto in Italia, trionfalmente accolto a Verona il 15 aprile, ed aveva assunto il comando dell'esercito della coalizione. La sua incredibile fama di generale fu pienamente confermata dalle sue azioni: passò il Mincio il 19 aprile, attaccò e prese Brescia in brevissimo tempo e raggiunse la linea dell'Adda prima del 24 aprile, dove pianificò con cura l'attacco ai francesi, che credeva ancora comandati da Schérer.

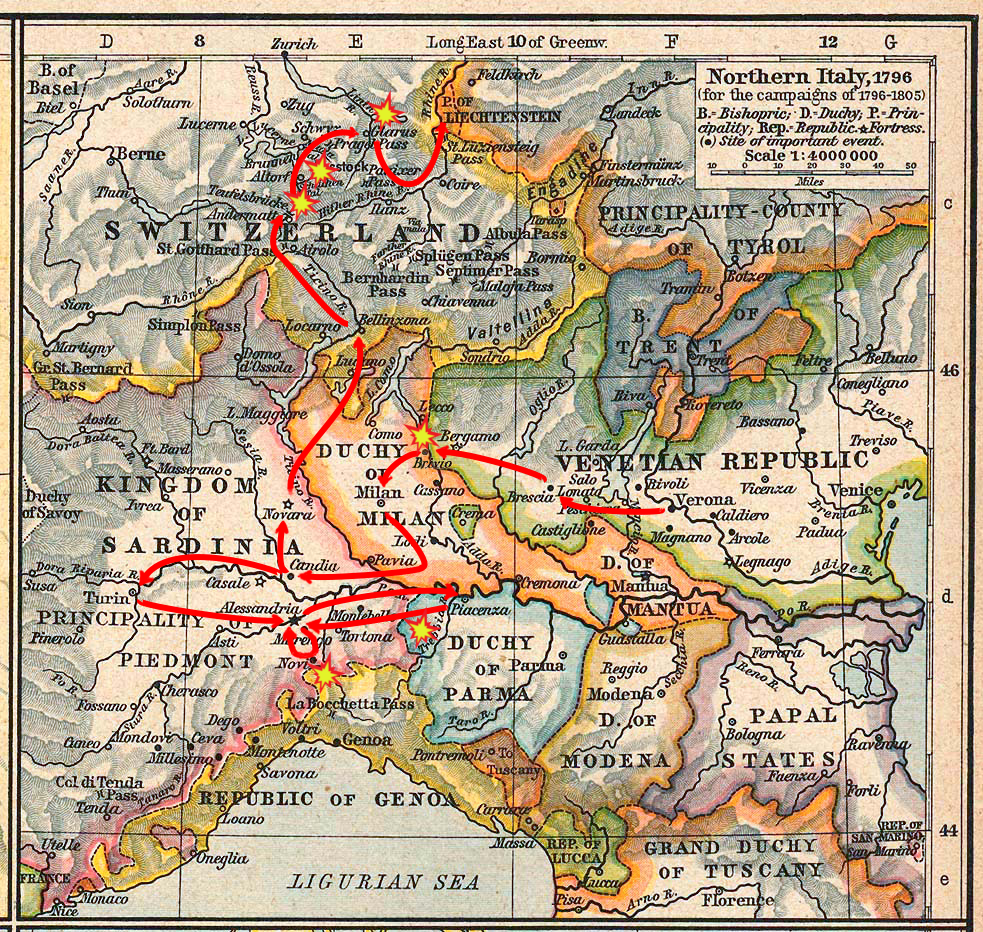
Campagna italiana di Suvorov

### I primi scontri a Lecco
Il 26 aprile, le truppe di Sérurier, posizionate a Lecco, sulla riva destra dell'Adda, furono attaccate dall'avanguardia del principe Bagration. Il feroce attacco russo trovò i francesi sprovvisti, sebbene la naturale predispozione difensiva della città agli attacchi fosse in loro favore.
In assenza del generale Sérurier, il colonnello Soyez prese il comando: la città fu evacuata dai francesi ed il ponte utilizzato per la fuga su distrutto, sebbene non completamente. Compresa la fragilità della posizione, Soyez fece evacuare i suoi uomini via lago, dirigendosi verso il Ticino.

### L'attacco di Suvorov
Suvorov fece attraversare i suoi uomini in più punti: a nord, sfruttando i resti del ponte di Sérurier, attraversò indisturbata la divisione di Vukassovich mentre al centro, a Trezzo e Cassano d'Adda attraversarono von Melas e Zopf. Inizialmente, Moreau e Sérurier vennero a conoscenza della posizione di Vukassovich, che aveva passato la notte sulla riva sinistra dell'Adda e si mossero per schiacciarlo su due lati. Le divisioni di Grenier e Victor si mossero a nord per intercettarlo: nel mezzo dello scontro, la divisione di Zopf riuscì ad intervenire, annullando il vantaggio che i francesi stavano costruendo. Suvorov concentrò le proprie truppe tra Vaprio e Cassano d'Adda: la notevole superiorità numerica impedì ai francesi di arrestare l'avanzata russa e prima che la situazione divenisse tragica, Moreau ordinò la ritirata.

## La battaglia

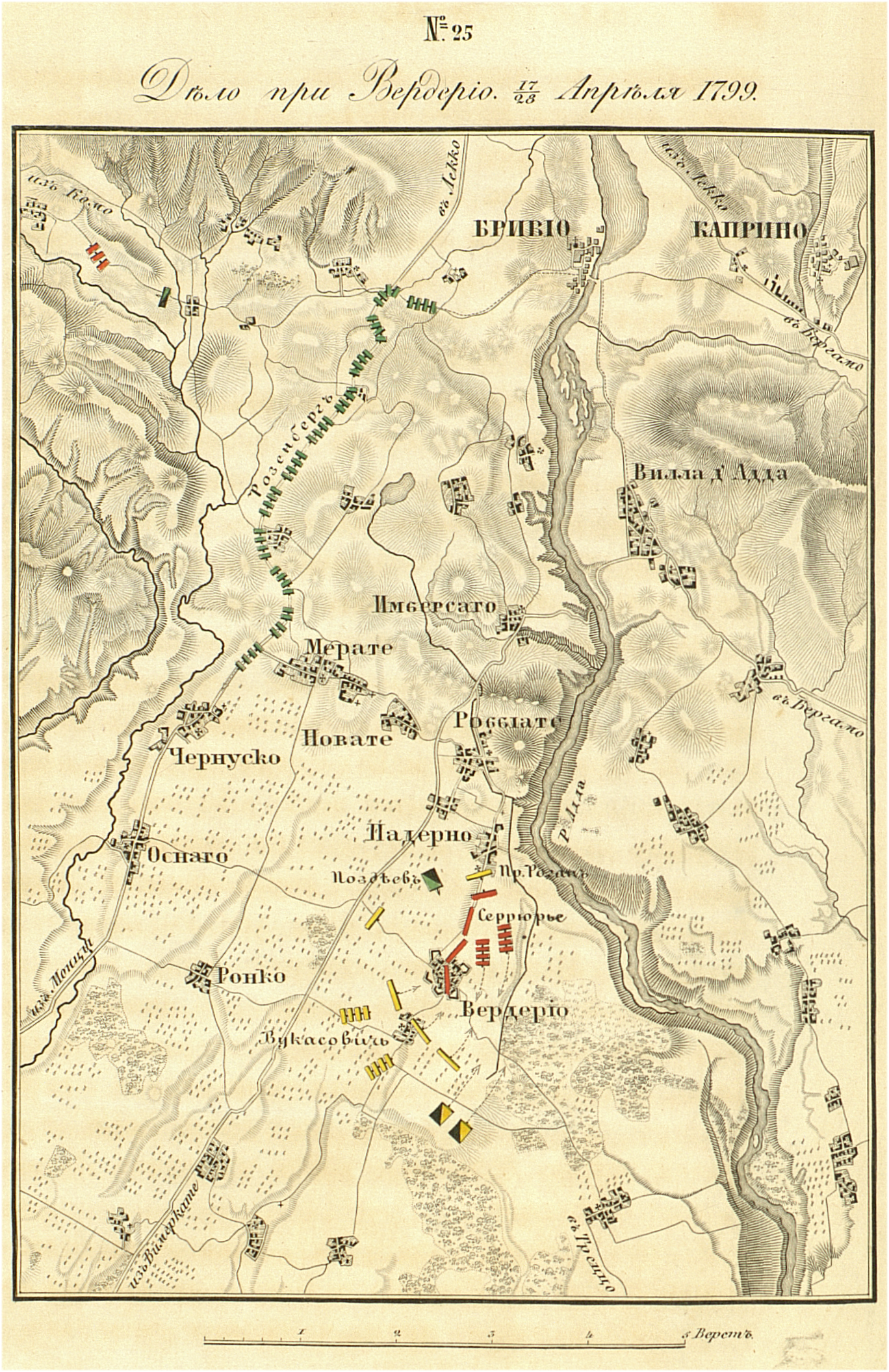
Schema della battaglia di Verderio

Per tutta la giornata del 27 Sérurier rimase in osservazione a Verderio, tra Trezzo e Brivio, mentre la divisione di Grenier, aiutata dalla divisione di Victor, fece i maggiori sforzi per spingere il nemico a Vaprio e Trezzo e ristabilire la comunicazione con l'ala sinistra dell'esercito francese. Mentre gli alleati attraversavano senza interruzione il fiume a Brivio e Trezzo, Sérurier non si mosse, ancora in attesa di ordini. Il giorno passò e tutti gli sforzi di Moreau per liberare il suo luogotenente risultarono vani.
Il 28, verso le quattro del pomeriggio, il generale francese fu attaccato da Vukassovich e dal principe di Rohan. Investito a nord, ovest e sud da 17 000 austriaci, Sérurier oppose una strenua resistenza e respinse tutti gli attacchi. Alle sei, le sue truppe avevano consumato le ultime munizioni. Una carica allora guidata dal generale Fresia con il 9º reggimento dragoni, comandato da Sébastiani, e un corpo di dragoni piemontesi, ebbe pieno successo e fece numerosi prigionieri. I prigionieri furono così tanti che alla fine della giornata erano quasi 1 500 Sérurier ordinò di continuare il combattimento con le cartucce prese al nemico. Con le nuove scorte, i francesi riuscirono a catturare altri 6 cannoni dalle forze austro-russe. Terminate anche queste, le perdite del nemico ammontavano ad almeno 1 000 uomini, quelle dei francesi circa 200. Sérurier era ancora circondato da tutti i lati. Non esisteva più non c'era altra alternativa che capitolare. In virtù della capitolazione firmata con Vukassovich, Sérurier si arrende prigioniero insieme ai 2 400 uomini rimasti con lui.

## Conseguenze
Contrariamente a quanto i francesi si aspettavano, Suvorov pose delle condizioni piuttosto favorevoli alle truppe francesi intrappolate a Verderio. Tutti gli ufficiali catturati negli ultimi giorni, Sèrurier incluso, avrebbero potuto fare ritorno in Francia, con la sola ed unica imposizione di non poter combattere per il resto della guerra contro l'esercito coalizzato austro-russo. Per quanto concerneva gli altri soldati, vennero tutti considerati prigionieri di guerra.
Ritornato in Francia, Sèrurier fu sottoposto ad un processo, ma venne rapidamente assolto, anche grazie al rapporto di Moreau, che lo scagionava dalle accuse di incompetenza, attribuendo invece la colpa al pessimo posizionamento delle truppe scelto da Schérer e all'impossibilità di effettuare comunicazioni con Sérurier. Questa assoluzione non impedì a Sérurier di mantenere intatta la sua reputazione militare: il suo atteggiamento attendista a Vaprio fu fortemente criticato, sebbene fosse giustificable, dato che le circostanze che portarono alla disfatta di Verderio erano le stesse del giorno precedente.